# Lavézon
Der Lavézon ist ein kleiner Fluss im südlichen Zentralmassiv von Frankreich, der im Département Ardèche der Region Auvergne-Rhône-Alpes nordwestlich der Stadt Montélimar verläuft.

## Geografie

### Verlauf
Der Lavézon entspringt im östlichen Gemeindegebiet von Berzème, entwässert generell Richtung Südost und mündet nach rund 17 Kilometern im Gemeindegebiet von Rochemaure als rechter Nebenfluss in die Rhône. In seinem Mündungsabschnitt wird der Lavézon in einem Kanal (Kühlwasserablauf vom Kernkraftwerk Cruas) parallel zur Rhône abgeleitet und mündet erst unterhalb der Wehranlage Barrage de Rochemaure. Im Unterlauf quert er auch die Bahnstrecke Givors-Canal–Grezan.

### Durchquerte Gemeinden
(Reihenfolge in Fließrichtung)
- Berzème
- Saint-Pierre-la-Roche
- Saint-Martin-sur-Lavezon
- Meysse
- Rochemaure